# Биософия

Биософия (от др.-греч. βίος — жизнь и σοφία — мудрость) — философская концепция, направленная на достижение разумного образа жизни посредством осознания и применения духовных ценностей, этико-социальных принципов и личностных качеств. Биософия связывает философию и биологию, стремясь осмыслить жизнь через призму научных, биологических и этических знаний.

## История
Термин «биософия» был впервые использован в 1806 году швейцарским философом Игнацем Паулем Виталисом Трокслером, который находился под влиянием немецкого философа Фридриха Вильгельма Йозефа Шеллинга. Позже концепция развивалась в трудах других мыслителей, включая Петера Весселя Цапффе (1899–1990), который использовал биологию как основу для своей философии трагического. Основные идеи Цапффе были изложены в эссе «Den sidste Messias» («Последний Мессия», 1933) и трактате «Om det tragiske» («О трагическом», 1941). Для Цапффе биософия – это подход, в рамках которого он рассматривал природу человека через призму биологии и эволюциив отличие от человека в природе (антропософии). Биософский метод используется при изучении человеческого существования с биологической точки зрения. Таким образом, человек понимается на основе того, что мы знаем о биологии, то есть на эмпирической основе.
Питер Вессель Цапффе был обеспокоен этим и использовал биософию в качестве основы для своей докторской диссертации, в которой считается, что человек подчиняется четырем движущим силам:
- биологическим, в первую очередь для продолжения рода, наравне с другими млекопитающими
- социальным, с желанием быть признанным равными себе
- автотелическим, движимый внутренней ценностью игры и действия
- религиозным, озабоченный значением в более широком контексте

Некоторые из этих движущих сил, согласно его пессимистичной (но основанной на биологических и эмпирических данных) дедукции, привели бы к трагическому исходу, в котором преимущество, полученное человеком (или искусством) на раннем этапе, обернулось бы в дальнейшем поражением и гибелью. Цапффе в «О трагическом» ссылался на работы биолога Якоба фон Икскюля (Эстляндская губерния, 1864–1944) в которых также можно проследить идеи биософии.
В настоящее время биософия находится в процессе реабилитации и обновления под руководством таких молодых авторов, как Владимир Шлевков. Основная цель новых биософских идей - включить их доктрину и размышления в эколого-социальное развитие человека в XXI веке.
В середине XX века Фредерик Кеттнер (1886–1957) основал Биософский институт, направленный на интеграцию духовных ценностей и биологических знаний. Он вдохновлялся идеями Константина Бруннера и стремился использовать биософию для формирования личностных качеств и социальной гармонии.
К современным биософам относится Джонг Бхак, который предложил научный и вычислительный подход к биософии, опираясь на принципы логицизма Бертрана Рассела. Его подход предполагает создание философии, способной быть основой для искусственного интеллекта и вычислительных систем.

## Основные принципы
Биософия сосредоточена на следующих аспектах:
- Исследование взаимосвязи биологии, философии и этики.
- Стремление к гармонии между индивидуальной свободой и социальной ответственностью.
- Создание систематического подхода к осмыслению жизни через научные и духовные принципы.
- Развитие характера, миролюбия и гуманизма.

Биософия в современной интерпретации также предлагает интеграцию философии с вычислительными системами, создавая платформу для интеллектуального анализа и формирования мировоззрения.

## Программа по биософии
Программа по биософии была разработана Анной Оман и Свеноловом Линдгреном в 1998 году. Авторы предложили расширить понятие биософии, чтобы оно охватывало философское осмысление биологических вопросов. Их подход включал:
- Систематизацию биологических исследований в философском контексте.
- Поддержку преподавания биософии в образовательных учреждениях.
- Разработку философских рамок, которые выходят за пределы экософии Арне Несса.[5]

## Цели биософии
- Формирование групп, способствующих развитию характера и миролюбия.[6]
- Интеграция людей на основе общей духовной цели.
- Содействие синтезу религии, философии, науки и искусства.
- Создание глобального братства, свободного от предрассудков.
- Учреждение департаментов мира в правительствах и университетов мира.
- Сохранение и развитие наследия Фредерика Кеттнера.[6]

## Современное развитие
Современные биософы стремятся использовать достижения биологии, нейронаук и информационных технологий для расширения философских рамок. Например, Джонг Бхак разрабатывает вычислительные модели биософии, которые могут быть применены для анализа и интерпретации сложных систем.